# Trachselwald
Trachselwald est une commune suisse du canton de Berne, située dans l'arrondissement administratif de l'Emmental.

Photo aérienne par Walter Mittelholzer (1922).

## Démographie

### Évolution de la population
Trachselwald compte 921 habitants au 31 décembre 2022 pour une densité de population de 58 hab/km2. Sur la période 2010-2019, sa population a diminué de −7,3 % (canton : 6,1 % ; Suisse : 9,4 %).  

### Pyramide des âges
En 2020, le taux de personnes de moins de 30 ans s'élève à 30 %, similaire à la valeur cantonale (30,3 %). Le taux de personnes de plus de 60 ans est quant à lui de 30,5 %, alors qu'il est de 27,9 % au niveau cantonal.
La même année, la commune compte 471 hommes pour 483 femmes, soit un taux de 49,4 % d'hommes, supérieur à celui du canton (49,1 %).
| Hommes | Classe d’âge | Femmes |
| ------ | ------------ | ------ |
| 0,2    | 90 ans ou +  | 0,8    |
| 7,0    | 75 à 89 ans  | 9,7    |
| 23,6   | 60 à 74 ans  | 19,7   |
| 22,9   | 45 à 59 ans  | 21,5   |
| 17,6   | 30 à 44 ans  | 17,0   |
| 13,8   | 15 à 29 ans  | 11,8   |
| 14,9   | - de 14 ans  | 19,5   |

| Hommes | Classe d’âge | Femmes |
| ------ | ------------ | ------ |
| 0,7    | 90 ans ou +  | 1,6    |
| 8,0    | 75 à 89 ans  | 10,4   |
| 17,3   | 60 à 74 ans  | 17,8   |
| 22,0   | 45 à 59 ans  | 21,3   |
| 20,6   | 30 à 44 ans  | 19,9   |
| 16,4   | 15 à 29 ans  | 15,3   |
| 15,1   | - de 14 ans  | 13,8   |

## Patrimoine bâti
Le château et l'église du village sont tous deux inscrits comme biens culturels d'importance nationale.
L'église protestante a été transformée par Abraham Dünz l'Aîné (1688).